# 察隅腹链蛇
察隅腹链蛇（学名：Herpetoreas burbrinki），一种发现于中国西藏察隅县的爬行动物，隶属于水游蛇科喜山腹链蛇属。

## 保护
本种于2023年被收录入《有重要生态、科学、社会价值的陆生野生动物名录》。